# Space Interferometry Mission

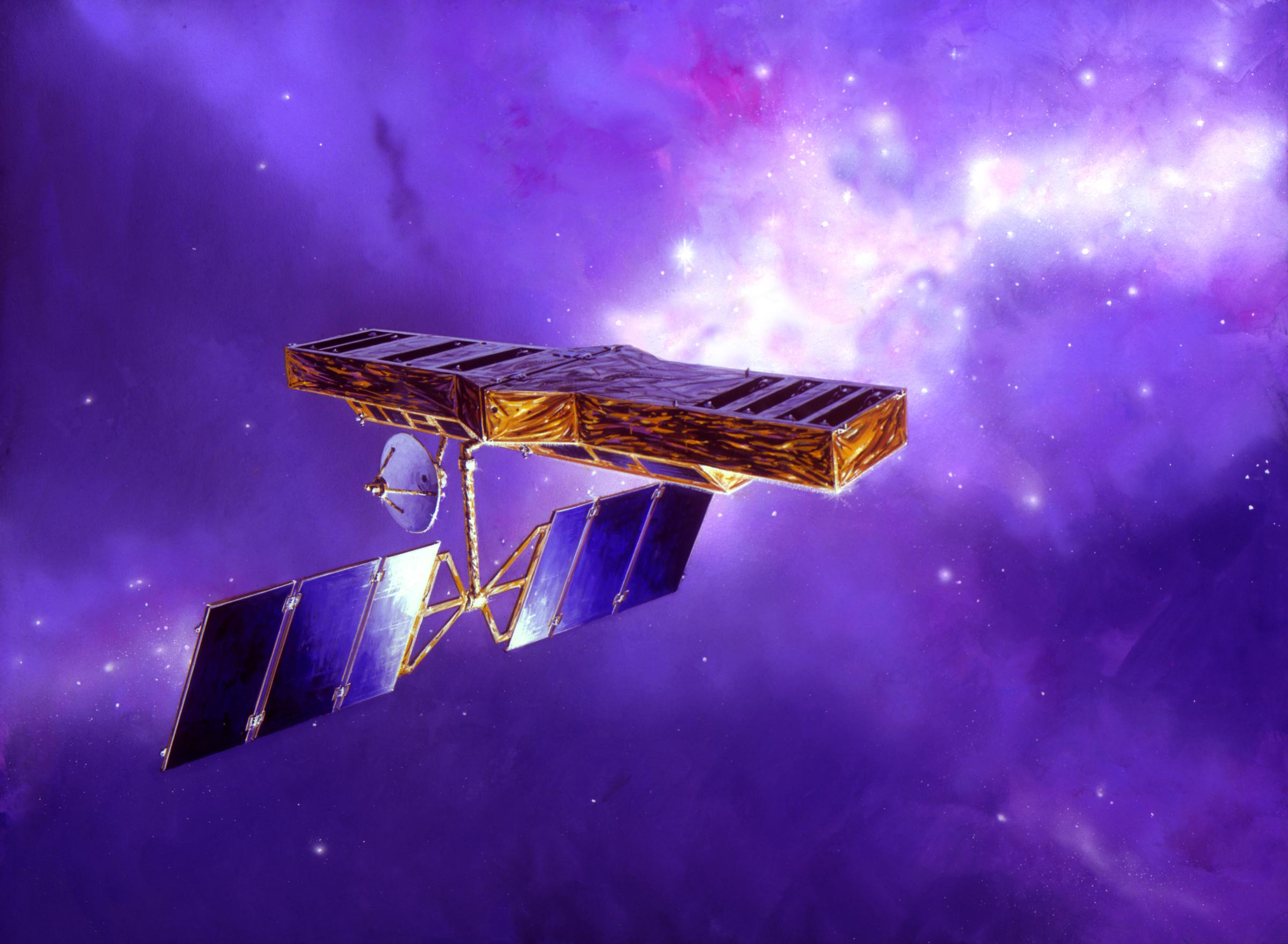
Space Interferometry Mission

Die Space Interferometry Mission, auch bekannt als SIM PlanetQuest, war ein geplantes Weltraumteleskop. Eines der Hauptziele war die Suche nach erdgroßen Planeten außerhalb des Sonnensystems, die um andere Sterne kreisen (Exoplaneten). Das Projekt wurde im Jahr 2010 eingestellt.

## Beschreibung
Entwickelt wurde es in Zusammenarbeit mit dem Auftragnehmer Northrop Grumman von der U.S. National Aeronautics and Space Administration (NASA). Das Projekt wurde von den Jet Propulsion Laboratory (JPL) der NASA in Pasadena (Kalifornien) geleitet. Die Verträge für SIM PlanetQuest wurden 1998, für insgesamt 200 Millionen US-Dollar, zuerkannt. Die Arbeit an dem SIM-Projekt erforderte, dass die Wissenschaftler und Ingenieure acht spezielle neue Technologiemeilensteine erreichen. Diese Meilensteine wurden im November 2006 erreicht.
Ursprünglich war geplant, dass SIM PlanetQuest 2005 an Bord eines Evolved Expendable Launch Vehicle (EELV) startet. Aufgrund wiederholter Budgetkürzungen wurde der Starttermin fünfmal verschoben. Die NASA hatte einen vorläufigen Starttermin für das Jahr 2015 vorgesehen. Bereits ab Februar 2007 wurden viele der Ingenieure vom SIM-Programm in andere Bereiche und Projekte versetzt. Im Dezember 2007 wies der Kongress die NASA an, die Mission von der Planungs- zur Entwicklungsphase voranzutreiben. Im Jahr 2010 wurde das Projekt schließlich eingestellt.
Das Raumfahrzeug sollte optische Interferometrie für verschiedene wissenschaftliche Ziele einsetzen. Bei der Technik der Interferometrie wird Licht durch multiple Teleskopspiegel gesammelt (in diesem Fall zwei Spiegel im Abstand von sechs Metern), als wären sie ein großer Spiegel. Auf diese Art lässt sich eine gute Winkelauflösung erzielen, ohne einen entsprechend großen und teuren Spiegel zu benötigen. Zusätzlich zur Suche nach extrasolaren Planeten sollte SIM Astronomen helfen, eine Karte der Milchstraße anzufertigen. Andere wichtige Aufgaben waren die Sammlung von Daten, die helfen, die stellaren Massen von verschiedenen Sterntypen zu ermitteln. Dies sollte Beiträge zur Bestimmung der räumlichen Verteilung von Dunkler Materie im Universum leisten.